# 梅花镇 (越西县)
梅花镇（羅馬化：mip huo），是中华人民共和国四川省凉山彝族自治州越西县下辖的一个乡镇级行政单位。2021年1月12日，撤销白果乡和梅花乡，设立梅花镇。以原白果乡和原梅花乡所属行政区域为梅花镇的行政区域。

## 行政区划
梅花镇下辖以下地区：
打土村、梅花村、团结村、普顶村和巴姑村。